# Stazione di Lorient
La stazione di Lorient (in francese Gare de Lorient) è la principale stazione ferroviaria di Lorient, Francia.